# Pageant Place
Pageant Place är en amerikansk dokusåpa från 2007 med Riyo Mori och Rachel Smith. Seriens skapare Donald Trump medverkar också.
Pageant Place är en ordlek med namnet på den populära dramaserien Melrose Place.